# Steve Sabol
Stephen Douglas Sabol (Moorestown, 2 ottobre 1942 – Moorestown, 18 settembre 2012) è stato un regista statunitense fondatore (con il padre Ed Sabol, tra gli altri) di NFL Films. Fu inserito nella Pro Football Hall of Fame nel 2020.

## Biografia
Sabol nacque a Moorestown, New Jersey e frequentò il Colorado College, dove giocò a football e fu membro della fraternità. Iniziò a lavorare presso NFL Films come cameraman accanto al padre Ed (1916–2015) dopo la laurea. Iniziò a lavorare nell'industria dei film quando il padre ottenne i diritti per la finale del campionato NFL 1962, disputata allo Yankee Stadium il 30 dicembre.
La compagnia crebbe sino a diventare NFL Films, con Sabol che lavorò principalmente come cameraman, editor e scrittore negli anni sessanta e settanta. Quando fu fondata ESPN nel 1979, presto si accordò con NFL Films come compagnia di produzione e Sabol divenne una personalità televisiva negli anni ottanta. Vinse 35 Emmy Award ed ebbe un documentario su se stesso trasmesso su 60 Minutes. Sabol giocò una parte nella fondazione di NFL Network.
Sabol è l'autore della canzone "The Autumn Wind", in seguito adottata dagli Oakland Raiders come inno non ufficiale.